# 土浦新治バイパス
土浦新治バイパス（つちうらにいはりバイパス）は、茨城県の土浦市内を走る、国道125号のバイパスである。

## 概要

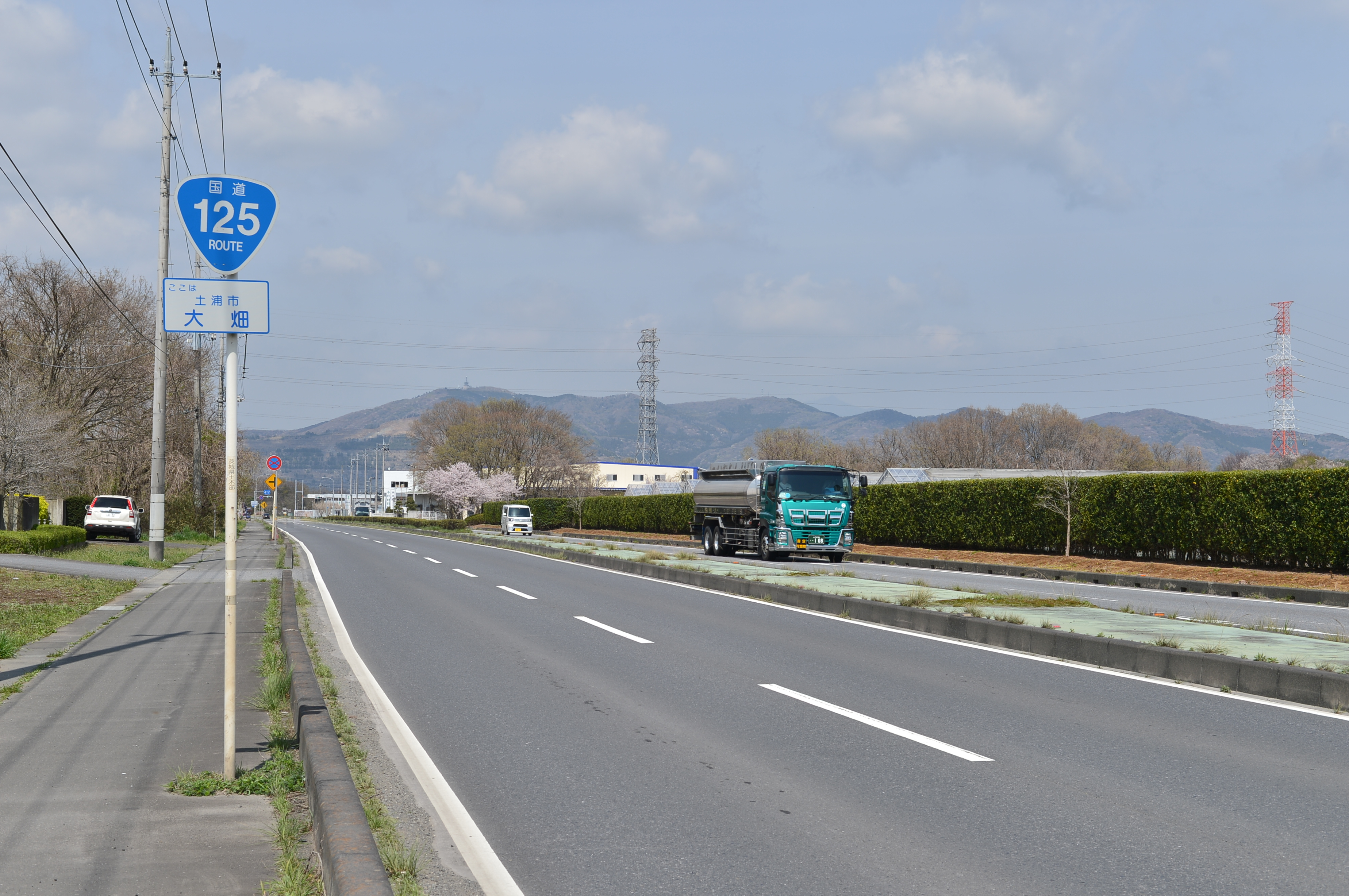
国道125号土浦新治バイパス・土浦市大畑（2016年4月）

土浦市若松町から同市高岡までの区間を指す、国道125号のバイパス道路のひとつ。同市並木地内で、常磐自動車道の土浦北インターチェンジ (IC) に接続する全線4車線の重要な幹線道路である。バイパス名の「新治」は、平成の大合併で編入合併で消滅した自治体である新治村を指す。
現在は国道125号の現道になっており、国道のバイパス機能としての意義は薄れている。バイパスに並行する旧道は、土浦市真鍋6丁目の真鍋交差点から高岡までの区間であったが、2015年末現在は、茨城県道199号と交差する「パープルライン入口交差点」から藤沢を経て、高岡のバイパス終点までの一部区間が国道指定が残るのみとなっており、これ以東の真鍋から並木にかけての区間は、国道指定を外れて土浦市道に降格している。

### 路線データ
- 起点 : 茨城県土浦市若松町（若松町交差点）
- 終点 : 茨城県土浦市高岡
- 全長 : 6.50 km[1]

### 新治拡幅
土浦新治バイパスは常磐道土浦北ICへのアクセス道路でもあり、交通量の多さからくる渋滞の緩和と円滑な物流輸送路の確保を目的とした、4車線化する改築事業である。事業化区間は、土浦市大畑 - つくば市下大島間（3.88 km）で、設計諸元は道路幅員25 m、4車線、規格区分は3種2級、設計速度は60 km/h。

## 沿革
- 1978年（昭和53年）12月25日：土浦市真鍋町6丁目（真鍋交差点） - 若松町交差点 - 新治郡新治村大字高岡（7.164 km）のバイパス区域を指定[1][注釈 1]。
- 1982年（昭和57年）3月11日：土浦市大字常名（旧国道6号 若松町交差点） - 新治郡新治村大字大畑（茨城県道199号小野土浦線）間の土浦北インターチェンジ取付道路区間が開通[3]。
- 1991年（平成3年）12月24日：新治拡幅事業の都市計画決定[2]。
- 1994年度（平成6年度）：新治拡幅の事業開始[2]。
- 1996年（平成8年）7月4日：新治郡新治村大畑地内の一部区間が4車線化[4]。
- 1997年（平成9年）2月25日：新治郡新治村大畑地内の一部区間が4車線化[5]。
- 1997年度（平成9年度）：新治拡幅事業に関連する用地取得を開始[2]。
- 1997年（平成9年）10月31日：新治郡新治村大畑 - 高岡の区間が4車線化[6]。
- 2007年（平成19年）12月20日：土浦市高岡字高岡からつくば市下大島まで拡幅4車線化供用開始[7]。

## 交差する道路
| 交差する道路                             | 交差する道路                      | 交差する場所   | 起点から(km) |
| ---------------------------------------- | --------------------------------- | -------------- | ------------ |
| 国道354号（土浦バイパス） 鹿嶋・行方方面 |                                   |                |              |
| 国道125号 土浦市街・東京方面             | 県道64号土浦笠間線 石岡・水戸方面 | 若松町         |              |
| 国道6号（土浦バイパス）                  | 国道6号（土浦バイパス）           | 都和陸橋       |              |
| E6常磐自動車道                           | E6常磐自動車道                    | 土浦北IC       |              |
| 県道199号小野土浦線                      | 県道199号小野土浦線               | （無名交差点） |              |
| 国道125号                                | 国道125号                         | （無名交差点） |              |
| 国道125号 下妻・筑西方面                 |                                   |                |              |